# James Crawford (alpineskiër)
James (Jack) Crawford (Toronto, 3 mei 1997) is een Canadees alpineskiër. Hij vertegenwoordigde zijn vaderland op de Olympische Winterspelen 2018 in Pyeongchang en op de Olympische Winterspelen 2022 in Peking.

## Biografie
Crawford maakte zijn wereldbekerdebuut in januari 2016 tijdens de super G in Kitzbühel. In 2018 maakte hij zijn Olympisch debuut tijdens de Olympische Spelen in Pyeongchang. Crawford eindigde als 20e op de combinatie en als 29e op de reuzenslalom. Op de wereldkampioenschappen alpineskiën 2019 in Åre eindigde Crawford als 36e op de Super G. In 2021 eindigde Crawford 4e in de combinatie op de WK in Cortina d'Ampezzo. In 2022 behaalde Crawford zijn eerste medaille op een internationaal kampioenschap. Op de Olympische combinatie stond hij na de afdaling op de tweede plaats. Ondanks een wat minder goede slalom eindigde Crawford toch op de derde plaats in het eindklassement zodat hij de bronzen medaille kreeg toebedeeld.
James is jongere broer van Candace Crawford.

## Resultaten

### Olympische Spelen
| Jaar | Plaats      | Resultaten                                  |
| ---- | ----------- | ------------------------------------------- |
| 2018 | Pyeongchang | 20e Combinatie 29e Reuzenslalom DNF Super G |
| 2022 | Peking      | Combinatie · 4e Afdaling · 6e Super G       |

### Wereldkampioenschappen
| Jaar | Plaats             | Resultaten                                               |
| ---- | ------------------ | -------------------------------------------------------- |
| 2019 | Åre                | 36e Super G                                              |
| 2021 | Cortina d'Ampezzo  | 4e Combinatie 14e Super G 21e Afdaling DNF1 Reuzenslalom |
| 2023 | Courchevel-Méribel | Super G · 5e Afdaling · DNS slalom Combinatie            |
| 2025 | Saalbach           | 23e Afdaling 27e Super G                                 |

### Wereldbeker
Eindklasseringen
| Seizoen   | Algm | AD  | RS  | SG  |
| --------- | ---- | --- | --- | --- |
| 2018/2019 | 150e | -   | -   | 54e |
| 2019/2020 | 97e  | -   | -   | 22e |
| 2020/2021 | 82e  | 51e | -   | 24e |
| 2021/2022 | 14e  | 16e | -   | 5e  |
| 2022/2023 | 12e  | 5e  | 54e | 19e |
| 2023/2024 | 23e  | 13e | 41e | 12e |
| 2024/2025 | 13e  | 5e  | -   | 11e |

Wereldbekerzeges
| Datum           | Plaats    | Onderdeel |
| --------------- | --------- | --------- |
| 25 januari 2025 | Kitzbühel | Afdaling  |